# Theraphosoidea
Theraphosoidea es una superfamilia de arañas Mygalomorphae. Contiene a su vez dos familias de arañas:
- Paratropididae: 4 géneros, 8 especies
- Theraphosidae: 121 géneros, 932 especies (las verdaderas tarántulas)